# Монтемор-у-Велью
Монтемо́р-у-Ве́лью (порт.  Montemor-o-Velho; [mõtɨ'mɔɾ u 'vɛʎu]) — посёлок городского типа в Португалии, центр одноимённого муниципалитета в составе округа Коимбра. Находится в составе крупной городской агломерации Большая Коимбра. Численность населения — 2,9 тыс. жителей (посёлок), 25 тыс. жителей (муниципалитет). Посёлок и муниципалитет входит в экономико-статистический регион Центр и субрегион Байшу-Мондегу. По старому административному делению входил в провинцию Бейра-Литорал.
Праздник посёлка — 8 сентября.

## Расположение
Поселок расположен в 22 км на запад от адм. центра округа города Коимбра.
Муниципалитет граничит:
- на севере — муниципалитет Кантаньеде
- на востоке — муниципалитеты Коимбра, Кондейша-а-Нова
- на юге — муниципалитет Соре
- на западе — муниципалитет Фигейра-да-Фош

## Население
| Население муниципалитета Монтемор-у-Велью (1801—2004) | Население муниципалитета Монтемор-у-Велью (1801—2004) | Население муниципалитета Монтемор-у-Велью (1801—2004) | Население муниципалитета Монтемор-у-Велью (1801—2004) | Население муниципалитета Монтемор-у-Велью (1801—2004) | Население муниципалитета Монтемор-у-Велью (1801—2004) | Население муниципалитета Монтемор-у-Велью (1801—2004) | Население муниципалитета Монтемор-у-Велью (1801—2004) | Население муниципалитета Монтемор-у-Велью (1801—2004) |
| ----------------------------------------------------- | ----------------------------------------------------- | ----------------------------------------------------- | ----------------------------------------------------- | ----------------------------------------------------- | ----------------------------------------------------- | ----------------------------------------------------- | ----------------------------------------------------- | ----------------------------------------------------- |
| 1801                                                  | 1849                                                  | 1900                                                  | 1930                                                  | 1960                                                  | 1981                                                  | 1991                                                  | 2001                                                  | 2004                                                  |
| 9528                                                  | 6345                                                  | 22 361                                                | 25 162                                                | 27 925                                                | 27 274                                                | 26 375                                                | 25 478                                                | 25 082                                                |

## История
Посёлок основан в 1212 году.

## Районы

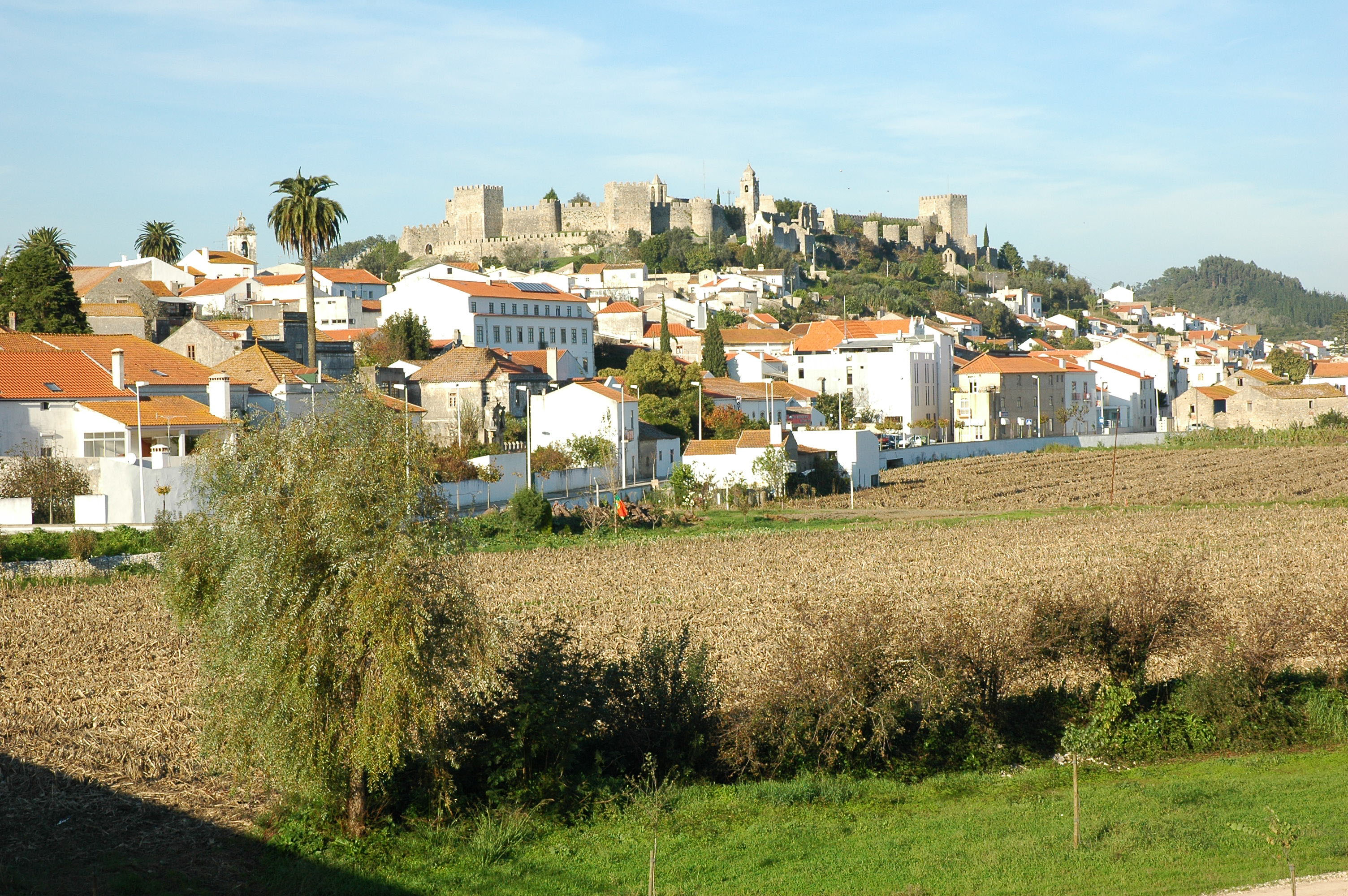

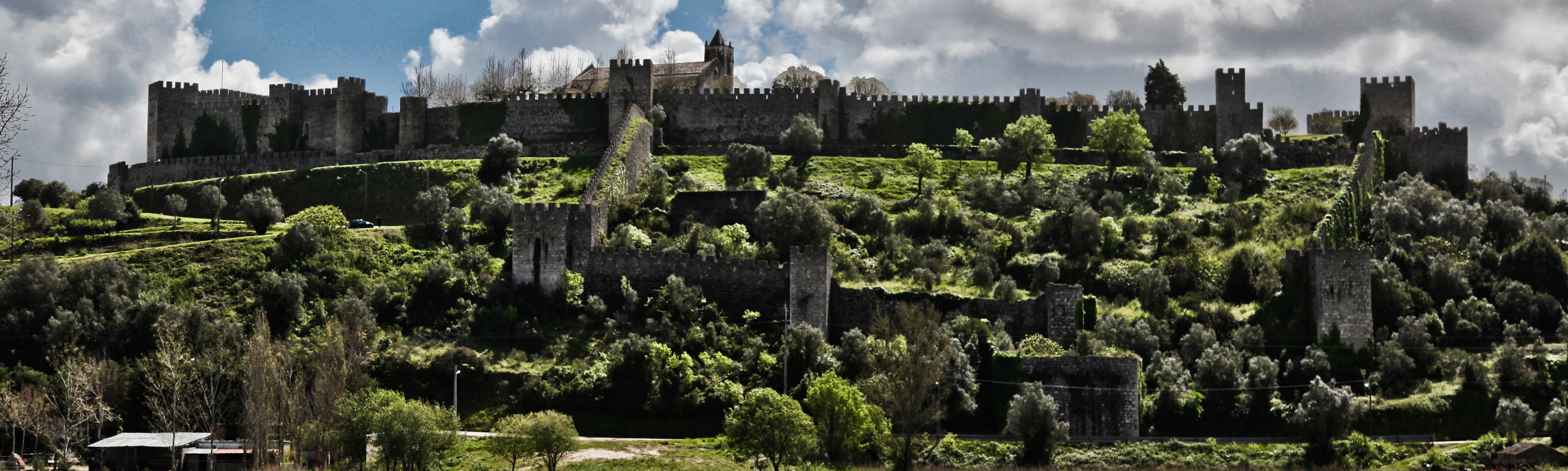
Крепость Монтемор-у-Велью

В муниципалитет входят следующие районы:

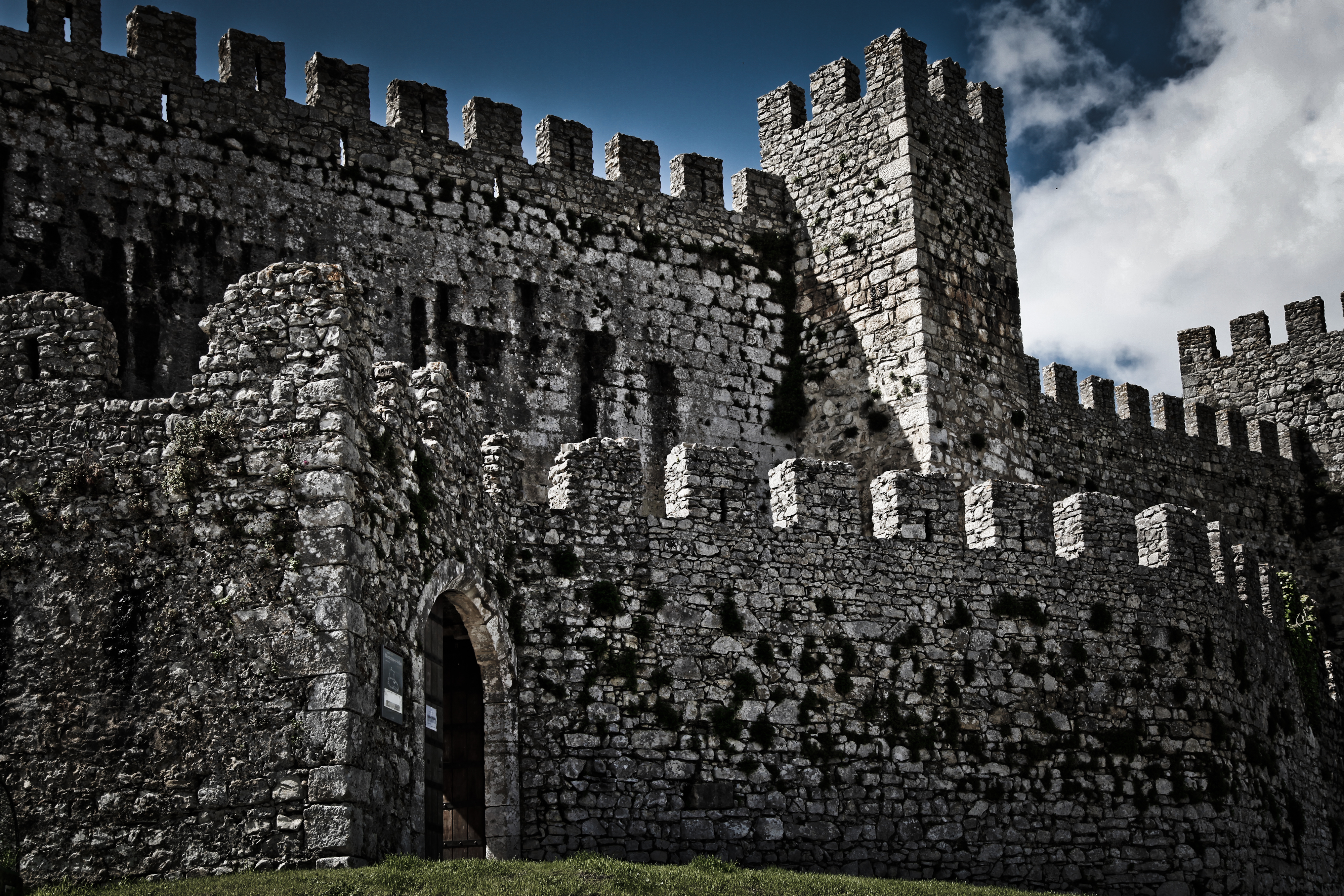
Главные ворота крепости

1. Абруньейра
2. Аразеде
3. Карапиньейра
4. Эрейра
5. Гатойнш
6. Лисейя
7. Меанш-ду-Кампу
8. Монтемор-у-Велью
9. Перейра
10. Санту-Варан
11. Сейшу-де-Гатойнш
12. Тентугал
13. Верриде
14. Вила-Нова-да-БаркаГлавные ворота крепости

## Известные уроженцы
- Монтемор, Хорхе де (1520—1561) — португальский поэт и прозаик.